# I3 SNCB
Les I3  étaient des voitures-couchettes belges pour le trafic international ayant appartenu à l'opérateur historique SNCB de 1960 à 1995.

## Historique
Construites en 1960 par la Brugeoise et Nivelles, elles dérivent des voitures DEV AO mais sont montées sur bogies Schlieren et sont équipées de bourrelets UIC d'intercirculation et les baies disposent d'un encadrement extérieur.
Initialement équipées de portes battantes comme les DEV AO, elles seront rééquipées avec des portes Mielich.  
Elles se sont effacées au début des années 1970 avec la rénovation des voitures I5 et la transformation en 1989 des quinze voitures I6 B en I6 Bc. Elles ont fini leur carrière incorporées aux trains de pèlerinage avant d'être retirées définitivement du service en 1995,.
En 1991, 10 voitures qui n’étaient plus utiles à la SNCB furent revendues à l'Office national des chemins de fer marocains. Elles sont désormais hors-service.

## Livrées
Peintes en « vert wagon », certaines ont porté, en fin de carrière, la livrée "couchettes" de la SNCB, bleu nuit à portes bleu ciel, avec deux bandes orange sur les flancs. Cette livrée a également été appliquée aux voitures I5.

## Voitures préservées
À l’heure actuelle, aucune voiture I3 n’a été préservée. Cependant, quelques voitures ont été revendues aux Chemins de fer mauritaniens et une voiture I3 a servi de voiture-dortoir pour trains de chantier, avant d'être ferraillée dans les années 2020.  

## Modélisme

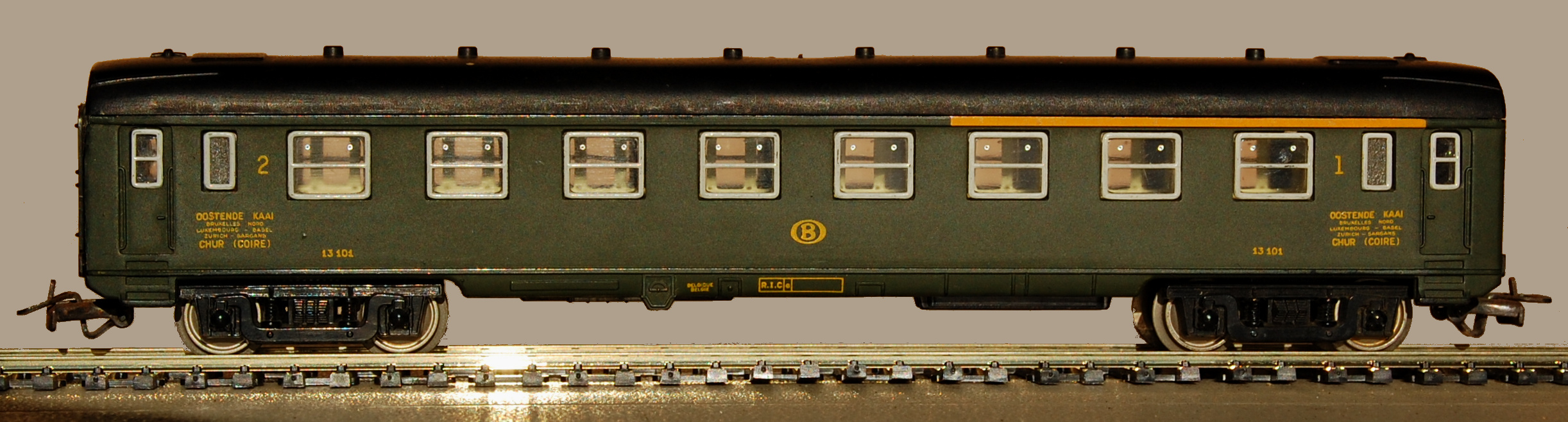
Modèle jouet de voiture I3 (Jouef réf. 641)

Un modèle jouet de voiture I3 a été produit par la société Jouef de 1964 à 2000 sous la référence 461. Il s'agit d'une supposée A3B5 (dérivée de l'A8 DEV AO SNCF) à places assises, de longueur 216 mm, sérigraphiée « SNCB 13101 » (sic) avec une plaque d'itinéraire Oostende-Chur. Elles conservent les bogies Y 16 et les soufflets d'intercirculation du modèle d'origine A8 DEV AO SNCF, mais disposent d'encadrements de baies blancs. Les roues étaient en plastique noir d'axe métallique. Les attelages internationaux sont vissés sur le bogie.